# やまがた赤倉温泉スキー場
やまがた赤倉温泉スキー場（やまがたあかくらおんせんスキーじょう）は、山形県最上郡最上町にあるスキー場。最上町運営。

## 概要
山形県と宮城県の県境近くにある大森山の北斜面に位置する。近くにはスキー場の名前にも入っている赤倉温泉がある。
スキー以外にスノーボードも全面滑走可能。ナイター営業は行っていない。
子供の育成に熱心であり、最上町出身のオリンピック選手や全日本・国体・インカレ等の大会優勝者が掲示されている。

## ゲレンデ
- パークエリア
- 中央ゲレンデ (初級～中級)
- 国体コース (中級～上級)
- 海和バレー (上級)
  - 最上町出身の海和俊宏が由来で付けられたコース。上級者向けのコースとなっている。
- クロスカントリーコース (2.5km)

## その他
500台収容の無料駐車場あり 